# 上條彰英
上條 彰英（かみじょう あきひで、1979年9月5日 - ）は、日本の実業家・投資家・プロデューサー。
愛称は「アキちゃん」。タピオカカフェ『茶棧（ちゃせん）』代表、パンケーキ専門店『Jamling Cafe』代表、オーガニックティーブランド『Maison Tea Garden』、ライフスタイルブランド『Calmere』代表、などを歴任している。
留学先のカナダオンタリオ州キングストンでタピオカに出会い、タピオカカフェ『茶棧（ちゃせん）』として日本へ輸入しタピオカブームを起こした、第1回タピオカブームの先駆者である。

## 概要
2006年に大阪でタピオカカフェ『茶棧』を創業後、『CHASEN』ブランドを7店舗展開し事業売却。その後、台湾で『Jamling Cafe』を4店舗展開。2019年からは『Maison Tea Garden』『Calmere』などのライフスタイルブランドを⽴ち上げ、百貨店の大型改装プロデュースや海外ブランドの⽇本展開など、F&B（フード&ビバレッジ）からライフスタイル全般のブランディング‧プロデュース事業を⼿がける。

## 経歴

### CHASEN設立
- 2006年  タピオカの魅力に魅せられ、本場の台湾から移民したオーナーが経営する店舗で半年間、無給で働きながらタピオカドリンクの技術を習得。その後1年半台湾に滞在し、仕入先探しや人脈作りなど開店に向けて準備を進め[1]、第1号店タピオカCAFE&BAR”茶棧”を大阪関西大学前に創業し、カフェなどの飲⾷コンサルティング事業を開始。
- 2009年 第2号店タピオカ専⾨店 “CHASEN”を開店。“CHASEN”と並行しながら、第3号店から揚げ専⾨店 “美⾷鶏屋”を京都四条河原町に同時開店。
- 2010年 第4号店タピオカ専⾨店 “CHASEN”を開店。第5号店タピオカ専⾨のCAFE業態 “CHASEN CAFE”を大阪難波に開店。この時点で1日150人ほどの来客があるほど店舗が繁盛していた[1]。
- 2011年 第6号店 CAFE&BAR “CHASEN BAR” 大阪アメリカ村店を開店。第7号店 タピオカ専⾨店 “CHASEN” 大阪関西大学正門前店 開店[2]。第8号店 CAFE&BAR “CHASEN” 大阪近畿⼤学前店開店と、複数の同時開店を実現する。
- 2013年 “CHASEN”を事業売却。

### Jamling Cafe設立
- 2013年 “CHASEN”を事業売却した2013年に、パンケーキ専⾨店“Jamling Cafe” 第1号店を台湾の台北市に開店。
- 2015年 “Jamling Cafe”をフランチャイズ展開開始し、第2号店を台湾の高雄市に開店
- 2016年 第3号店を台湾の台中市 に開店。
- 2019年 第4号店を台湾の台北市 誠品書店内に開店。

### その他
- ライフスタイルプロデューサーである、WAKOとTHE FRAME合同会社を2019年に設⽴。6⽉にTHE FRMAE合同会社にて、 オーガニックティーブランド“Maison Tea Garden”を⽴ち上げ、阪急百貨店うめだ本店での催事・ワールドティーフェスティバルに初出店。
- 光文社発⾏雑誌 “STORY”にて”Maison Tea Garden”が掲載。
- 2019年10月限定でGINZA SIXにてPOP UPショップを出店。
- 阪急百貨店うめだ本店にて同店9FとWAKOにて最⼤規模のイベント 『Maison Marche』 “アレンジで華やぐおうち時間”をプロデュース。
- ライフスタイルブランド『Cslmere』を⽴ち上げ、2020年にアパレル事業開始。“STORY”にて掲載、販売開始。
- 阪急百貨店神戸店全館改装において、造船所で使われていた⾜場板1万枚を使⽤し、 SDG’sをコンセプトにした改装を提案。 コンサルティング、プロデュース業開始[3]。
- 2021年にLAブランド『STORYLEATHER』⽇本代理権取得、販売開始。